# Mistr a Markétka (muzikál, 2014)

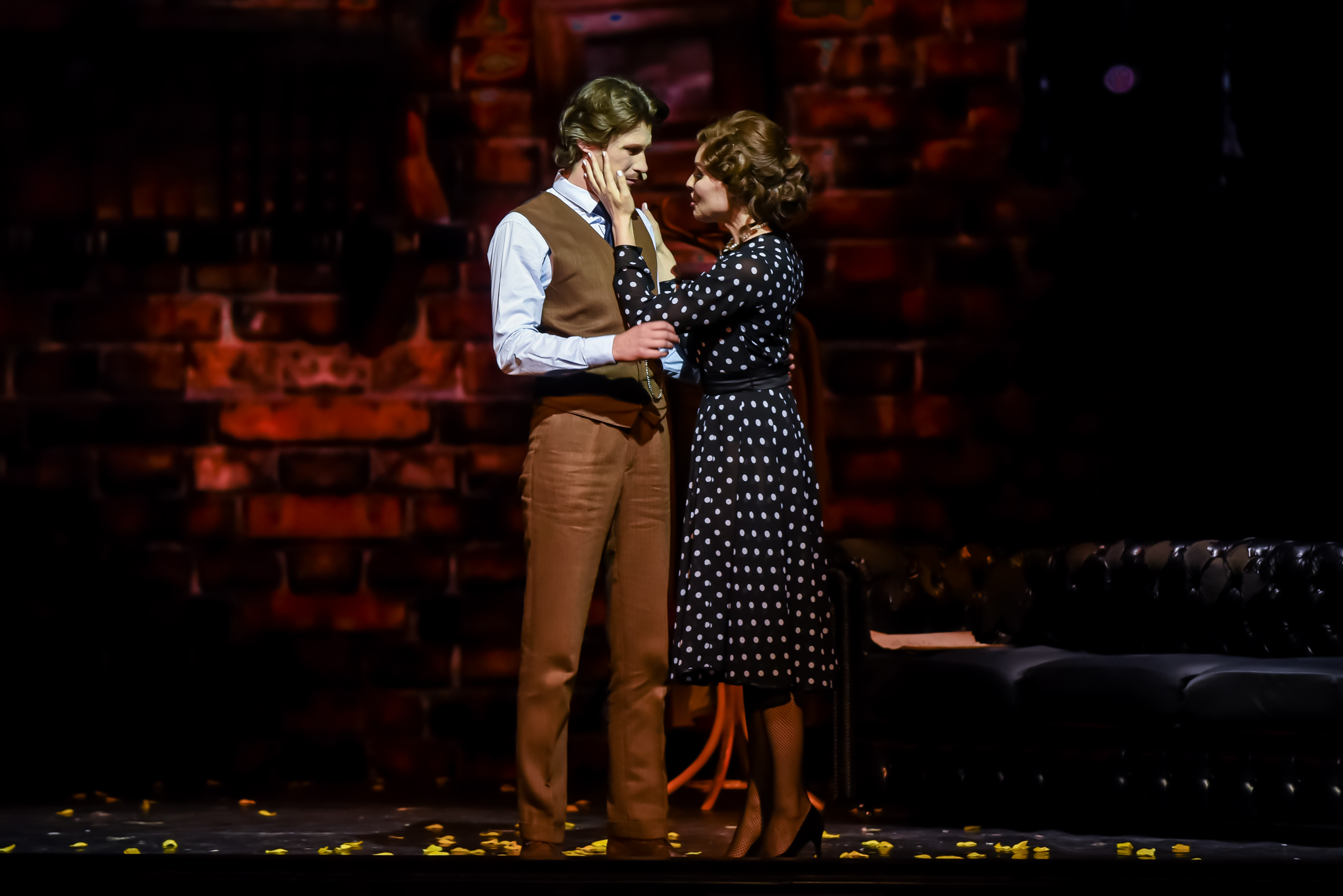
Snímek z muzikálu.

Mistr a Markétka (v originálu jako мастер и маргарита - Master i Margarita) je ruský muzikál vytvořený na motivy stejnojmenného románu ruského spisovatele Michaila Bulgakova, jež byl napsán v letech 1928 až 1940. Poprvé se muzikál Mistr a Markétka hrál v Petrohradě v divadle Music Hall 18. září 2014 v hlavní roli s Ivanem Ožoginem. Další premiéry se muzikál dočkal v Moskvě v divadle Ruská píseň 2. března 2015.

## Postavy
- Mistr/Ješua: Spisovatel a milenec Markétky
- Woland: ďábel, Profesor černé magie
- Markétka: Milenka Mistra a láska Wolanda
- Hella: upírka, komorná, členka svity a milenka Wolanda
- Berlioz: šéfredaktor novin
- Pilát Pontský: pátý prokurátor Judeje
- Kaifáš: velekněz
- Korovjev: kašpar a strůjce veškeré neplechy a člen svity Wolanda
- Azazello: ostrostřelec a člen svity Wolanda
- Ivan Bezprizorný: básník, který skončí v blázinci

## Herci a umělci

### Petrohrad, Moskva
- od 18. září 2014 divadlo "Music Hall" - Petrohrad
- od 2. března 2015 divadlo "Russkaya pesnya" (divadlo Ruská píseň) - Moskva

- Mistr/Ješua - Anton Avdeev / Igor Krol / Gleb Matveichuk (pouze na turné), Nikolay Timohin
- Woland - Ivan Ozhogin / Rostislav Kolpakov / Kirill Gordeev
- Markétka - Anastasia Makejev / Victoria Sveshnikov / Natalia Martynov / Vera Sveshnikov
- Hella - Anna Kovalchuk / Maria Lagatskaya-Zimin / Polina Kuzovkova / Vera Sveshnikova
- Pilát Pontský - Vyacheslav Shtyps / Sergey Vibornov
- Kaifaiáš - Roman Nikitin
- Berlioz - Dmitry Chikunov / Dmitry Kochkin
- Korovjev - Jaroslav Shvarev / Oleg Kalabao
- Azazello - Roman Nikitin / Konstantin Kitanin
- Ivan Bezprizorný - Boris Malevsky / Vitaly Golovkin

## Skladby

### 1. jednání
- Ариозо Воланда (Wolandovo arioso)
- Дуэт Берлиоза и Бездомного (Duet Berlioze a Bezprizorného)
- Ария Иешуа (Ješuova árie - Lítost za pravdu)
- Куплеты свиты «Под трамвай» (Pod tramvaj)
- Ария Бездомного «Хватайте консультанта» (Chyťte konzultanta)
- Ариозо Маргариты «Не могу жить» (Kytice smutku)
- Ария Воланда «Первая встреча с Маргаритой» (První setkání s Markétkou)
- Дуэт Мастера и Маргариты «Счастливы вместе» (Chvíle štěstí)
- Сцена Мастера и критиков «Не губите роман» (Reakce kritiků na mistrův román)
- Ария Мастера «Я гибну» (Mistrova árie - Umírám)
- Ария Мастера «Воспоминания о Маргарите» (Vzpomínka na Markétku)
- Ария Маргариты «Нить любви» (Markétčina árie - Nit lásky)
- Ария Маргариты «Не верю» (Nemyslím si)
- Куплеты свиты «Контракт» (Uzavření smlouvy s Varieté)
- Куплеты «Варьете» (Varieté)

### 2. jednání
- Ансамбль душевнобольных «Он будет здесь» (Blázinec – setkání Mistra a Ivana)
- Дуэт Пилата и Каифы «Попытка оправдать Иешуа» (duet Piláta a Kaifaiáše - Dávná hádka)
- Ария Иешуа «На кресте» (Ješuova árie - Ukřižování)
- Дуэт Воланда и Маргариты «Мир твой пуст» (Tvůj svět je prázdný)
- Ария Маргариты «Свободна!» (Azazellův krém)
- Дуэт Маргариты и Воланда «Глобус» (Glóbus)
- Квартет свиты «Последний грех» (Poslední hřích)
- Ария Фриды (árie Frídy - Kapesník)
- Танго на балу (Tango)
- Дуэт Геллы и Воланда «Колыбельная страсти» (Ukolébavka pro vášeň)
- Ария Понтия Пилата «Раскаяние» (árie Piláta Pontského - Pokání)
- Ария Воланда «Прощание с Маргаритой» (Sbohem Markétce)
- Финальная ария «Вместе навсегда» (Finále - Navždy spolu)

## Děj

### 1. jednání
Příběh začíná v pekle, mezi pravděpodobně démony a jejich pánem, kde hovoří o bálu, který by měl jejich pán brzy pořádat, o světě, ve kterém žijí lidé zkažení a v jejichž srdcích se mísí láska a strach.
Další scéna začíná na Patriarších rybnících, kde si Woland vyslechne rozhovor dvou mužů, který ho velice zaujme. Zde spolu básník Ivan Bezprizorný a redaktor Michail Berlioz vedou diskuzi o tom, že Ježíš Kristus, jakožto skutečná osoba, nikdy neexistoval. To samozřejmě ďábla velice zaujme a vmísí se do jejich rozhovoru. Poté, co se jich zeptá, zda tedy nevěří v existenci Boha a oni odpoví, že nikoliv, jim vypráví příběh o Pilátovi Pontském a Ješuovi. Oba jsou z toho na větvi, načež se jich Woland zeptá, zda věří alespoň na ďábla. I na to mu odpoví, že nevěří. Woland poté předpoví Berliozovu smrt, k níž o malý okamžik později dojde.
Ivan je v šoku a pobíhá po celém jevišti - tedy Moskvě a křičí "Chyťe konzultanta". Woland se tváří jako nenápadný turista a Ivana, jelikož je to buřič, zavřou do blázince.
Woland společně se svou svitou tvořenou Hellou, Korovjevem, Azazellem a Kňourem se vydávají na cestu hledat královnu pro Wolandův ples. Tou královnou se má stát dívka jménem Markétka. Kňour ji najde a když ji spatří Woland, je jí naprosto okouzlen. Markétka stojí na mostě a právě kráčí s kyticí žlutých květů. Chystá se skočit do řeky, ale Woland zastaví čas a zachrání ji. Jenže sotva začne čas opět běžet, objeví se na druhém břehu řeky Mistr, a ti dva se do sebe ihned zamilují, přestože chce Woland jejich lásce zabránit.
Mistr a Markétka prožívají své chvíle štěstí. Mistr dokončil svůj román a hodlá ho publikovat. Markétka ho v jeho plánu podporuje. Mistr zajde za kritiky, ale jeho román je pro ně brak. Zoufalý Mistr poté pálí u sebe doma román a je zavřen do blázince. Markétka po něm pátrá, ale bezvýsledně.
Mistr se setkává v blázinci s Ivanem a vypoví mu svůj příběh, načež Ivanovi prozradí, že osoba, se kterou se setkal, a která ho dohnala do blázince nebyl nikdo jiný než ďábel sám.
Woland se svou svitou pořádají svůj program, představení v divadle Varieté. Jelikož zde podle plánu měli "odhalit podstatu černé magie", lidé jim doslova zobali z ruky - nebylo se čemu divit. Vždyť oni rozhazovali pravé ruble, nemluvě o dámském salónu v němž si dámy mohly zdarma vyměnit staré oblečení za nové a dražší. To ovšem netušily, že se stanou posměchem pro všechny, jelikož sotva se všechny dopromenádovaly, Woland je ovládl a všechny si nedobrovolně sundaly své nové šaty a stály tam jen ve spodním prádle. pravé ruble samozřejmě nebyly pravými a tímto výsměchem a posměchem z lidí končí i první jednání.

### 2. jednání
Druhé jednání začíná v blázinci, kdy se blázni a sestřičky pohybují na parketu ve zběsilém tanci. Ivan se opět setkává s Mistrem a ten mu vypoví příběh Piláta a Ješui. Pilát prosí Kaifu aby Ješuu propustili, ale on se rozhodne že propuštěn bude vězeň jiný a tak je Ješua ukřižován.
Markétka zatím zoufale hledá Mistra a když dojde domů, čeká na ní doma Azazello a Kňour, kteří ji poví že je pozvána na ples jejich pána. Markétka se zdráhá, ale když uslyší, že se může dozvědět něco o svém Mistrovi, neváhá a souhlasí s tím, že se plesu zúčastní. Kňour jí dá krém, po němž Markétka získá schopnost létat, a tak doletí také na onen ples.
Čeká jí přijetí od samotného ďábla, který rozkáže, aby byla na ples řádně připravena. Woland se zeptá na Frídu a je spokojen, že se plesu zúčastní též, poté následuje píseň svity a začíná bál.
Na plesu se Markétka setkává s kdekým, jsou jí představováni kdejací "lidé" ale nejvíc ji zaujme Frída, která jí prosí o odpuštění a žádá, aby všechno její utrpení skončilo, jelikož zabila dítě, a nyní je mučena tím, že dostává svůj vražedný nástroj každý den na oči. Markétka ji velice lituje, ale nemůže dělat nic. Na scénu přichází Woland.
Ten přichází s hlavou Berlioze v rukách a užívá si svého triumfu nad tím, že mu ukázal, jakou měl pravdu. Společně s Markétkou vypijí krev z poháru a započnou spolu tančit. Jenže Markétka se Wolandovi postaví a uteče z parketu. Žárlivá Hella, která miluje Wolanda, je nešťastná a žádá ho, aby ukončil její život a on jí, přestože nerad, vyhoví.
Poté se opět vidíme s Markétkou a svitou, kde jim vypráví o všem co se stalo. Když je zaslechne Woland, přidá se do rozhovoru. Dokonce ukáže Markétce, že má Mistrovy rukopisy, čímž si získal její pozornost. Poté jí slíbil, že jí splní přání. Markétka si přála, aby Frída nalezla svůj klid, což ho rozčílí, ale Markétka o tom neví, neboť zmrazí čas. Poví Markétce, aby ji tedy osvobodila sama. Nakonec se ti dva spolu velmi nešťastně rozloučí, jelikož Markétka si vybrala Mistra namísto Wolanda a tak začíná nádherná tesklivá píseň a zpověď ďábla. Markétka se setkává se svým Mistrem.

Ne ovšem na dlouho. Matouš, který navštíví Wolanda, požaduje aby oba dva došli svému klidu. I když se to Wolandovi nezamlouvá, učiní tak a oba dva zemřou.
Jelikož je herec Mistra současně hercem Ješui tak je jasné, že to má být jedna a tatáž osoba, která žije dva různé životy. Ješua nyní může dát odpuštění a rozhřešení svému soudci, tedy Pilátovi, a ukončit tak jeho utrpení, čímž muzikál končí.